# Matías Tombolini
Matías Raúl Tombolini (Santa Fe, 5 de marzo de 1974) es un economista, profesor, consultor económico, columnista y político argentino. Fue Secretario de Comercio de la Nación argentina, designado por el ministro de Economía Sergio Massa.
Fue candidato a diputado de la Ciudad de Buenos Aires en 2005 y 2009 por el Partido Socialista, candidato a diputado nacional por la alianza 1País en 2017 y candidato a jefe de Gobierno de la Ciudad de Buenos Aires en 2019 por Consenso Federal.
También se desempeñó como vicepresidente del Banco Nación, como titular del Consejo Económico y Social de la Ciudad de Buenos Aires y como presidente de ARSAT.

## Biografía
Matías Raúl Tombolini nació en Santa Fe el 5 de marzo de 1974.
En el 2001 se recibe de licenciado en Economía en la Facultad de Ciencias Económicas de la Universidad de Buenos Aires. Realizó un máster en Relaciones Económicas Internacionales codiplomado por Flacso y la Universidad de Barcelona y un posgrado en Historia del Pensamiento Económico, en Flacso.
Durante sus años de estudios universitarios fue activista estudiantil desempeñándose en el Centro de Estudiantes de dicha facultad como Subsecretario de Bienestar Estudiantil. También se desempeñó como Director del programa de Capacitación y Desarrollo del Centro de Estudios Profesionales de Ciencias Económicas (CEPCE), para el Banco Interamericano de Desarrollo (BID) de Washington D. C.
Actualmente está en pareja con María Stroman, fundadora de la organización no gubernamental Creando Luz, una institución que realiza actividades lúdicas para niños bajo tratamiento oncológico en hospitales de Buenos Aires. Es padre de tres hijos: Camila, Segundo y Sofía.

### Actividad profesional
Es principalmente conocido por su faceta en medios de comunicación, destacándose como columnista de temas económicos en  programas de televisión y de radio; además, como columnista económico, escribe regularmente columnas sobre coyuntura macroeconómica local e internacional y análisis político en El Cronista y en Diario Perfil.
También ha desarrollado su camino como conferencista en temas económicos y financieros. En medios de comunicación es columnista político y económico en Telefe, Radio Mitre, América TV, entre otros.
Durante 2016 se encargó de la columna semanal de Economía en Perros de la Calle conducido por Andy Kusnetzoff en Radio Metro. Esta labor le valió el Martín Fierro como mejor analista político.
Como consultor se desempeña como titular de la consultora Tombolini & Asociados.
Es titular de la Cátedra de Economía del Ciclo Básico Común de la Universidad de Buenos Aires, profesor adjunto de Macroeconomía y política económica y de Mercado de capitales y elementos de cálculo financiero, ambas en la Facultad de Ciencias Económicas de la Universidad de Buenos Aires.

### Carrera política
Inició su trayectoria pública en 2005 en la Ciudad de Buenos Aires cuando fue designado director general de Industria, Comercio y Servicios de la Secretaría de Producción, Turismo y Desarrollo Sustentable. Luego, de 2006 a 2007 fue titular de la Dirección General Técnica, Administrativa y Legal del Ministerio de Gestión Pública y Descentralización de la Ciudad Autónoma de Buenos Aires. Entre 2009 y 2011 estuvo a cargo de la Dirección General de Coordinación de Comisiones de la Legislatura de la Ciudad Autónoma de Buenos Aires y coordinó las Oficinas de Intermediación Laboral de la Ciudad Buenos Aires.
Ha ocupado el puesto de asesor legislativo del Bloque del Partido Socialista en la Legislatura de la Ciudad de Buenos Aires, y participó como orador y expositor en dos actividades culturales y políticas organizadas por el PSOE de Argentina y el Senado respectivamente.
Participó en las elecciones legislativas de 2005 encontrándose en el puesto número 16 para diputado de la ciudad de buenos aires por el Partido Socialista y en las elecciones legislativas de 2009 compitió nuevamente por el mismo cargo en el sexto lugar.
En las elecciones legislativas de 2017, Tombolini, encabezó la lista de diputados nacionales por la Ciudad Autónoma de Buenos Aires por la alianza 1País. Su candidatura fue apoyada por Sergio Massa, Margarita Stolbizer y Victoria Donda. En las PASO la lista quedó en cuarto lugar con el 3,91% de los votos. Antes de las elecciones generales participó del debate del canal TN, en el cual participaron Elisa Carrió, Daniel Filmus, Martín Lousteau y Marcelo Ramal. En los comiciones obtuvo un 4,88% de los votos, por lo que no pudo acceder a la banca que se disputaba.
En diciembre de 2017 Tombolini fue designado por el jefe de Gobierno de la Ciudad de Buenos Aires, Horacio Rodríguez Larreta, como presidente del Consejo Económico y Social de la Ciudad de Buenos Aires.
En 2018 fundó en la Ciudad de Buenos Aires el partido político Avancemos por el Progreso Social (APPS).
En las elecciones de 2019 se presentó como candidato a jefe de Gobierno porteño por Consenso Federal. En las PASO de agosto de ese año obtuvo el 7% de los votos quedando en el tercer puesto, por detrás de Horacio Rodríguez Larreta y Matías Lammens.
Hacia fines de 2019 fue designado por Alberto Fernández como Vicepresidente del Banco Nación.
Fue candidato a diputado nacional por la Ciudad Autónoma de Buenos Aires en las elecciones legislativas del año 2021 por el Frente de todos.
En agosto de 2022 el ministro de Economía de la Argentina Sergio Massa lo designó Secretario de Comercio de la Nación. Como medidas de control a la inflación, fue el responsable de políticas y programas de congelamiento de precios y financiación como Precios Justos, Cortes Cuidados, Ahora 12, Ahora 30 y Ahora 10.

## Libros
En 2013 publicó la primera edición del libro Todo lo que necesitas saber sobre economía argentina (la segunda edición salió en diciembre de 2015); escribió artículos y ensayos sobre economía en periódicos especializados, como El Cronista Comercial, y en periódicos de difusión nacional como el Diario Perfil, entre otros.
Refiriéndose a su libro Todo lo que necesitas saber sobre economía Argentina, la revista especializada Mercado comentó lo siguiente:

A menudo expertos economistas de todo el mundo opinan sobre la economía argentina desde una mirada teórica enfocada en otros países, donde las decisiones en política económica tienen intereses y reglas de juego distintas a las de nuestra realidad. El libro "Todo lo que necesitas saber sobre economía Argentina" de Matias Tombolini intenta hablar de la economía local y vincularlo a la economía individual y colectiva de los argentinos. En 51 temas, el autor intenta transformar conceptos económicos en lenguaje cotidiano, sin abandonar la lógica interna propia de la disciplina. Presenta los fundamentos teóricos de la economía, pasando por las ideas y prácticas económicas, para llegara  cuestiones más actuales y cotidianas: cómo organizar un presupuesto mensual en el hogar, la relación de los niños con el dinero, o cómo saber si se ganará en una inversión.
Revista Mercado

En marzo de 2015 publicó el libro Ladrones, grandes estafas de la historia económica mundial, en donde recorre distintas historias de delitos económicos/financieros de gran escala, tanto locales e internacionales.
Su siguiente libro fue Economatrix: números más allá de los relatos, publicada en mayo de 2017 por editorial Paidós (perteneciente al Grupo Planeta). En este libro aborda los distintos "mitos" económicos forjados durante el gobierno del matrimonio Kirchner y durante el primer año de Mauricio Macri como presidente a través de análisis de datos concluyendo en un análisis de tendencias al futuro de la economía argentina en un plazo muy largo.
En 2019 presentó su libro 113 secretos para ganarle a la crisis, donde da consejos sobre cómo mejorar el poder de las finanzas personales para afrontar las consecuencias de vivir en un país donde la plata no alcanza.
Su última publicación fue La Otra Campana, un libro que busca «desarmar zonceras» y «fake news», en aspectos como la recesión, la clase media amenazada por la pobreza, la pandemia, el macrismo, el Frente de Todos, la avenida del medio, la “ciclotimia colectiva” y la incertidumbre, en un mundo que se transformó radicalmente.

## Premios y distinciones
En 2016 fue galardonado en la primera gala del Martín Fierro a la radio como mejor analista político.